# William Ansah Sessarakoo
William Ansah Sessarakoo (fl. XVIII secolo) è stato un nobiluomo inglese.
Non si conoscono le date di nascita e morte: è documentato dal 1736 al 1749.

## Biografia
Principe di Anomabu. Il padre, noto come John Corrente, era un commerciante di schiavi.